# Inversión extranjera indirecta
La inversión extranjera indirecta es el conjunto de préstamos que un país hace al exterior; también es llamada inversión de cartera. La inversión extranjera indirecta se efectúa a través de préstamos de organismos internacionales a gobiernos o empresas públicas, y de la colocación de valores bursátiles oficiales del país receptor del crédito en las bolsas de valores de su propio país, o del que otorga el crédito.
- Datos: Q5919565

Para todas las economías, datos completos y armonizados sobre posiciones de 
inversión directa, desglosados según correspondan a acciones y participaciones de 
capital o a títulos de deuda, y en el caso de los títulos de deuda, divididos entre 
activos y pasivos, por la economía del inversionista directo (en el caso de la 
inversión directa en la economía declarante), o por empresa de inversión directa (en 
el caso de la inversión directa en el exterior)